# NGC 4353
NGC 4353 (другие обозначения — IC 3266, MCG 1-32-43, ZWG 42.77, VCC 688, PGC 40303) — галактика в созвездии Девы.
В северо-восточной части галактики внешние области имеют асимметричную форму и зашумлены. Возможно, в той области находится протяжённая структура, однако поблизости нет никаких галактик, которые могли бы её сформировать. В галактике имеется яркий внутренний диск, создающий «плато» в распределении яркости.
Этот объект входит в число перечисленных в оригинальной редакции «Нового общего каталога».